# 舊社天門宮
舊社天門宮，是奉祀天上聖母的廟宇，位於臺灣中部彰化縣社頭鄉，是社頭地區三間天門宮之一（枋橋頭七十二天門宮、崙仔庄天門宮）為彰化縣枋橋頭七十二庒媽祖信仰祭祀範圍中的舊社庒舊二媽。

## 奉祀神祇
舊社天門宮主要奉祀開基舊二媽。相傳約於順治年間泉州府移民來台登陸鹿港，後來兄弟中有一人到枋橋頭經營絲線生意，聽聞鹿港聖母香火鼎盛神威顯赫，隨則回鹿港恭請二媽神像到枋橋頭恭奉，而奉請到枋橋頭的正是由鹿港分靈的二媽，則稱「舊二媽」。

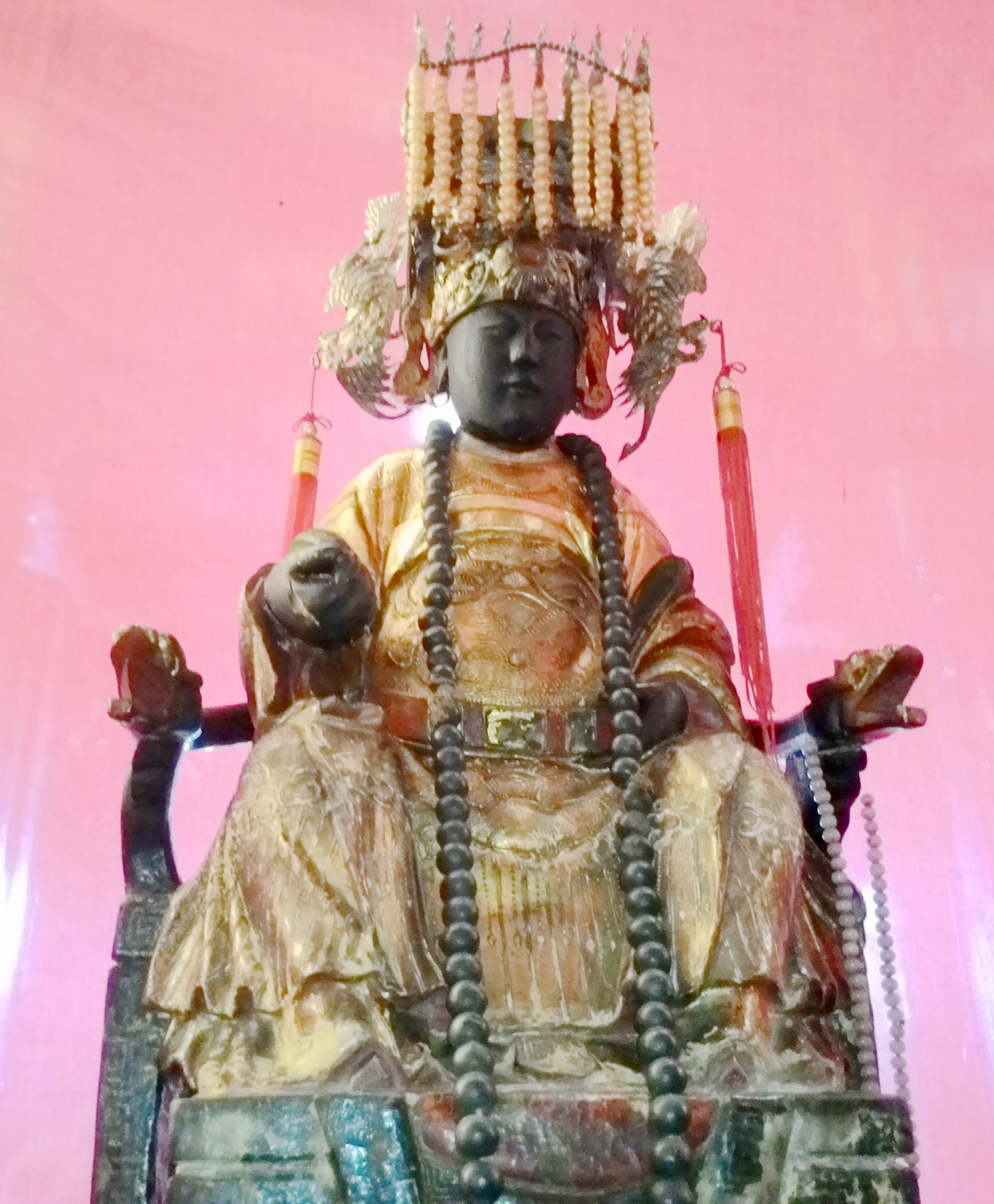
舊二媽聖像

## 沿革
舊社庒本為七十二庄連庄組織（社頭鄉舊社村、東興村、廣福村、松竹村），早期舊社庒未建廟宇所以將聖母金身暫奉祀於枋橋頭七十二天門宮，民國初年信眾考慮枋橋頭天門宮較遠，則在庒內以竹材建廟迎回聖母金身奉祀。
後因久年風雨侵襲竹材建築破舊不堪，民國二十四年改建木造平房，民國四十二年再重建磚造宮殿式廟宇正名為舊社天門宮。

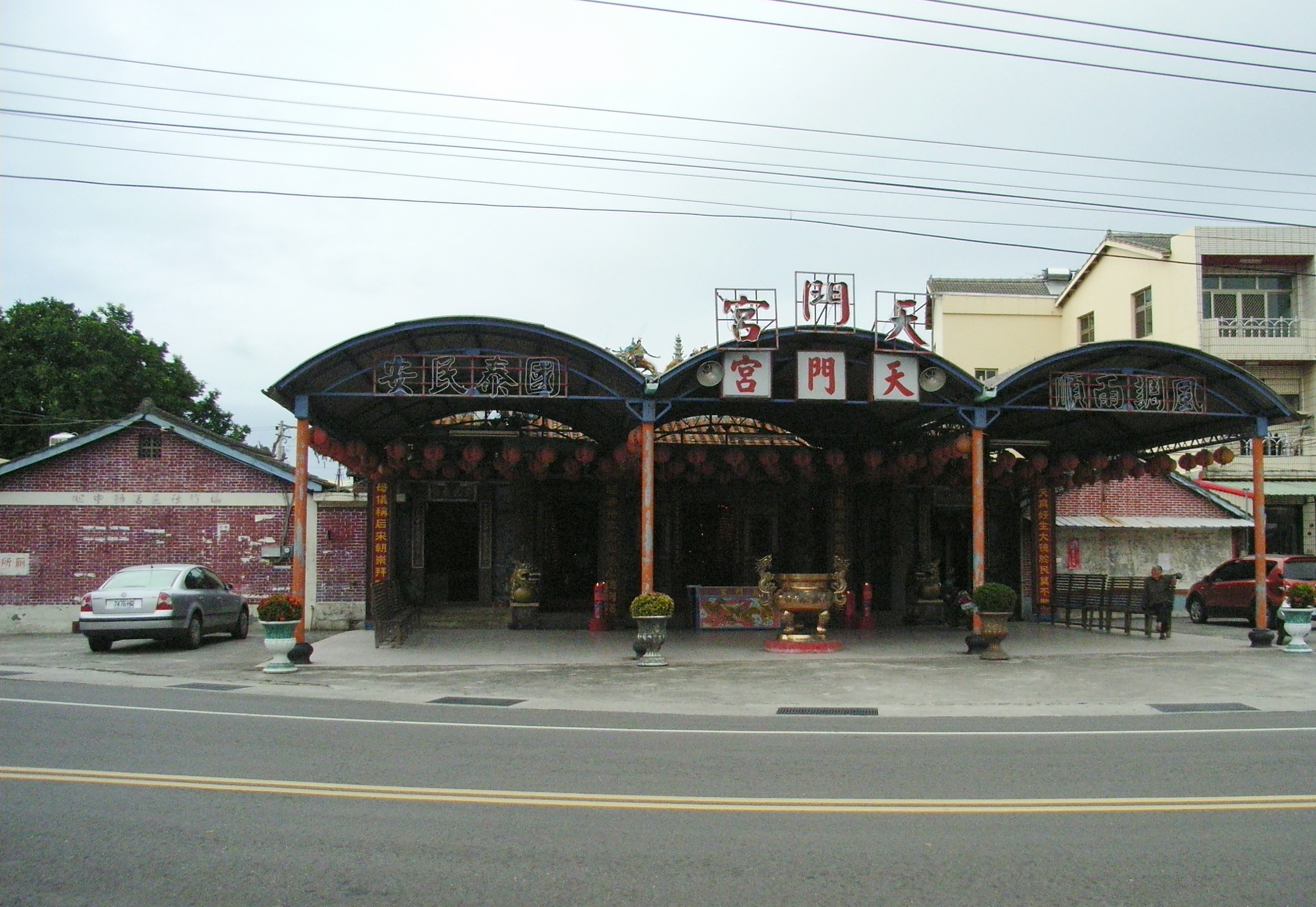
舊社天門宮舊廟外貌

民國五十八年增建廟旁兩邊廂房提供鄉公所做托兒所使用。民國八十八年921大地震建物受損，雖經不斷修復，惟以空間狹窄建材蛀蝕逢雨漏水
於民國一百年動工重建新廟，一百零二年農曆十一月竣工完成。建有行政大樓提供十方善信更好的服務空間，讓舊社天門宮未來能香火鼎盛神威遠播福澤恩德。

## 軼事
早年，舊社天門宮廟宇修建完成後，舊二媽金身回到舊社天門宮，那時曾經有一段時間與七十二庒聯合往鹿港謁祖進香。（目前舊社天門宮均已自行組團到鹿港天后宮謁祖進香不再與七十二庒聯合前往），舊社天門宮舊二媽謁祖進香時，大批庄民會護送舊二媽一同前往鹿港，至今謁祖進香活動仍持續著。由此可知舊二媽與鹿港天后宮有著數百年的淵源。

## 外部連結
https://www.facebook.com/JiuSheMaZu